# Society of Operating Cameramen
Fundada em 1979, a Society of Operating Cameramen (SOC) consolidou-se em 1981, no estado da Califórnia como uma organização sem fins lucrativos. Sua principal missão é promover a arte, o artesanato e a contribuição criativa do operador de câmera em filmes e séries de televisão. O SOC representa operadores de câmera, assistentes de câmera, diretores de fotografia, bem como outros profissionais relacionadas. Seu plantel, de natureza global, representa uma grande diversidade cultural dentro da técnica de movimentação técnica.